# Fergalicious
"Fergailicious" (là kết hợp của "Fergie" và "delicious") là đĩa đơn thứ hai của nữ ca sĩ hip hop và R&B Fergie trong album solo đầu tay của cô, The Dutchess. Nó được cô hát chung với will.i.am, thành viên nhóm The Black Eyed Peas. "Fergalicious" không chính thức phát hành tại Anh mà dưới dạng đĩa đơn 2 mặt với "Clumsy". Tới nay, đĩa đơn đã tiêu thụ được 2.450.000 bản.

## Thông tin bài hát
"Fergalicious" đạt vị trí #2 tại Mỹ sau vài tháng phát hành và ở trong Top 10 14 tuần. Nó cũng dẫn đầu bảng xếp hạng Pop 100. Đĩa đơn này cũng là một trong rất ít đĩa đơn được chứng nhận 2x đĩa Bạch kim tại Mỹ, chủ yếu là nhờ lượng download kỉ lục. Đến tháng 1 năm 2007, nó đã được download 294.797 lần tại Mỹ trong 1 tuần, kỉ lục về số lần download trong 1 tuần (sau này bị phá vỡ bởi "Low" của Flo Rida). Đến tháng 3 năm 2008, "Fergalicious" đã được hơn 2.450.000 lần download riêng tại Mỹ, nằm trong Top 10 ca khúc được download nhiều nhất trong lịch sử âm nhạc Mỹ.

## Video clip

Fergie trong video "Fergalicious"

Video của "Fergalicious" được chiếu lần đầu trên kênh MTV vào ngày 24 tháng 10 năm 2006 và trên Yahoo!Music vào 31 tháng 10 năm 2006. Video bài hát được quay ở Hollywood do đạo diễn Fatima Robinson thực hiện. Thành viên nhóm nhạc The Black Eyed Peas, will.i.am cũng xuất hiện trong video như nhân vật Willy Wonka trong một nhà máy bánh kẹo tên là "Fergieland". Video bắt đầu với cảnh Oopam Loompas gói những hộp kẹo "Fergalicious" màu hồng và tím. Fergie hát trên những cánh đồng kẹo bên cạnh Oopam Loompas. Trong video, Fergie mặc một bộ quần áo của nữ trinh sát màu nâu, một bộ váy dạ tiệc chấm bi hồng, một bộ đồ tắm một mảnh màu xanh trên một cái bánh sinh nhật khổng lồ, một bộ đồ tập thể dục lòe loẹt. Kết thúc video là cảnh cô cùng 2 cô gái khác vật lộn trong chiếc bánh.

## Bảng xếp hạng
| Bảng xếp hạng (2006) | Vị trí cao nhất |
| -------------------- | --------------- |
| Úc                   | 4               |
| Brazil               | 1               |
| Bỉ                   | 11              |
| Chile                | 1               |
| Phần Lan             | 3               |
| Pháp                 | 15              |
| Gibraltar            | 1               |
| Mỹ Latin Airplay     | 3               |
| Mỹ Latin             | 6               |
| Argentina            | 1               |
| Mexico               | 4               |
| New Zealand          | 5               |
| Na Uy                | 1               |
| Ba Lan               | 50              |
| Romani               | 23              |
| Nga                  | 1               |
| Thụy Điển            | 1               |
| Thổ Nhĩ Kỳ           | 4               |
| Mỹ                   | 2               |
| US Pop               | 1               |
| US R&B               | 71              |
| Thế giới             | 4               |